# Domancy
Domancy és un municipi francès situat al departament de l'Alta Savoia i a la regió d'Alvèrnia-Roine-Alps. L'any 2007 tenia 1.780 habitants.

## Demografia

### Població
El 2007 la població de fet de Domancy era de 1.780 persones. Hi havia 654 famílies de les quals 136 eren unipersonals (72 homes vivint sols i 64 dones vivint soles), 199 parelles sense fills, 275 parelles amb fills i 44 famílies monoparentals amb fills.
La població ha evolucionat segons el següent gràfic:
Habitants censats

### Habitatges
El 2007 hi havia 801 habitatges, 678 eren l'habitatge principal de la família, 55 eren segones residències i 68 estaven desocupats. 586 eren cases i 211 eren apartaments. Dels 678 habitatges principals, 512 estaven ocupats pels seus propietaris, 123 estaven llogats i ocupats pels llogaters i 42 estaven cedits a títol gratuït; 11 tenien una cambra, 63 en tenien dues, 73 en tenien tres, 175 en tenien quatre i 356 en tenien cinc o més. 610 habitatges disposaven pel capbaix d'una plaça de pàrquing. A 258 habitatges hi havia un automòbil i a 396 n'hi havia dos o més.

### Piràmide de població
La piràmide de població per edats i sexe el 2009 era:
| Homes | Edats   | Dones |
| ----- | ------- | ----- |
| 4     | 95 o +  | 0     |
| 0     | 90 a 94 | 8     |
| 0     | 85 a 89 | 8     |
| 4     | 80 a 84 | 12    |
| 8     | 75 a 79 | 24    |
| 20    | 70 a 74 | 12    |
| 36    | 65 a 69 | 36    |
| 24    | 60 a 64 | 32    |
| 60    | 55 a 59 | 32    |
| 56    | 50 a 54 | 40    |
| 52    | 45 a 49 | 76    |
| 80    | 40 a 44 | 80    |
| 76    | 35 a 39 | 56    |
| 68    | 30 a 34 | 80    |
| 88    | 25 a 29 | 76    |
| 36    | 20 a 24 | 40    |
| 64    | 15 a 19 | 60    |
| 64    | 10 a 14 | 72    |
| 72    | 5 a 9   | 48    |
| 76    | 0 a 4   | 36    |

## Economia
El 2007 la població en edat de treballar era de 1.201 persones, 941 eren actives i 260 eren inactives. De les 941 persones actives 914 estaven ocupades (497 homes i 417 dones) i 27 estaven aturades (11 homes i 16 dones). De les 260 persones inactives 107 estaven jubilades, 88 estaven estudiant i 65 estaven classificades com a «altres inactius».

### Ingressos
El 2009 a Domancy hi havia 698 unitats fiscals que integraven 1.889 persones, la mediana anual d'ingressos fiscals per persona era de 21.594 €.

### Activitats econòmiques
Dels 131 establiments que hi havia el 2007, 3 eren d'empreses alimentàries, 5 d'empreses de fabricació d'altres productes industrials, 39 d'empreses de construcció, 28 d'empreses de comerç i reparació d'automòbils, 4 d'empreses de transport, 6 d'empreses d'hostatgeria i restauració, 1 d'una empresa d'informació i comunicació, 2 d'empreses financeres, 7 d'empreses immobiliàries, 18 d'empreses de serveis, 11 d'entitats de l'administració pública i 7 d'empreses classificades com a «altres activitats de serveis».
Dels 47 establiments de servei als particulars que hi havia el 2009, 7 eren tallers de reparació d'automòbils i de material agrícola, 2 paletes, 6 guixaires pintors, 7 fusteries, 6 lampisteries, 5 electricistes, 3 empreses de construcció, 1 perruqueria, 3 veterinaris, 4 restaurants i 3 agències immobiliàries.
Dels 7 establiments comercials que hi havia el 2009, 1 era, 1 un supermercat, 1 una llibreria, 2 botigues d'equipament de la llar i 2 botigues de material esportiu.
L'any 2000 a Domancy hi havia 24 explotacions agrícoles que ocupaven un total de 480 hectàrees.

## Equipaments sanitaris i escolars
El 2009 hi havia 1 escola maternal i 2 escoles elementals.

## Poblacions més properes
El següent diagrama mostra les poblacions més properes.